# South Kenton (métro de Londres)
South Kenton (en anglais : South Kenton tube station ou South Kenton Underground Station), est une station de la ligne Bakerloo du métro de Londres, en zone 4 Travelcard. Elle est située sur la Windermere Road, à South Kenton (en), sur le territoire du borough londonien de Brent, dans le Grand Londres.
Elle est en correspondance avec la gare de South Kenton desservie par le réseau London Overground dont les trains de banlieue utilisent les mêmes voies et quais.

## Situation sur le réseau
La station South Kenton de la ligne Bakerloo du métro de Londres utilise l'infrastructure, quais et voies, de la gare de South Kenton sur la Watford DC line (en) qu'emprunte la ligne Bakerloo. Elle est située entre la station Kenton, en direction du terminus Harrow & Wealdstone et la station North Wembley en direction du terminus Elephant & Castle. Elle dispose, en partage avec la gare, de deux voies encadrants un quai central.

Plans : de la Bakerloo line, de la Watford DC line et des transports à Londres
Bakerloo line.
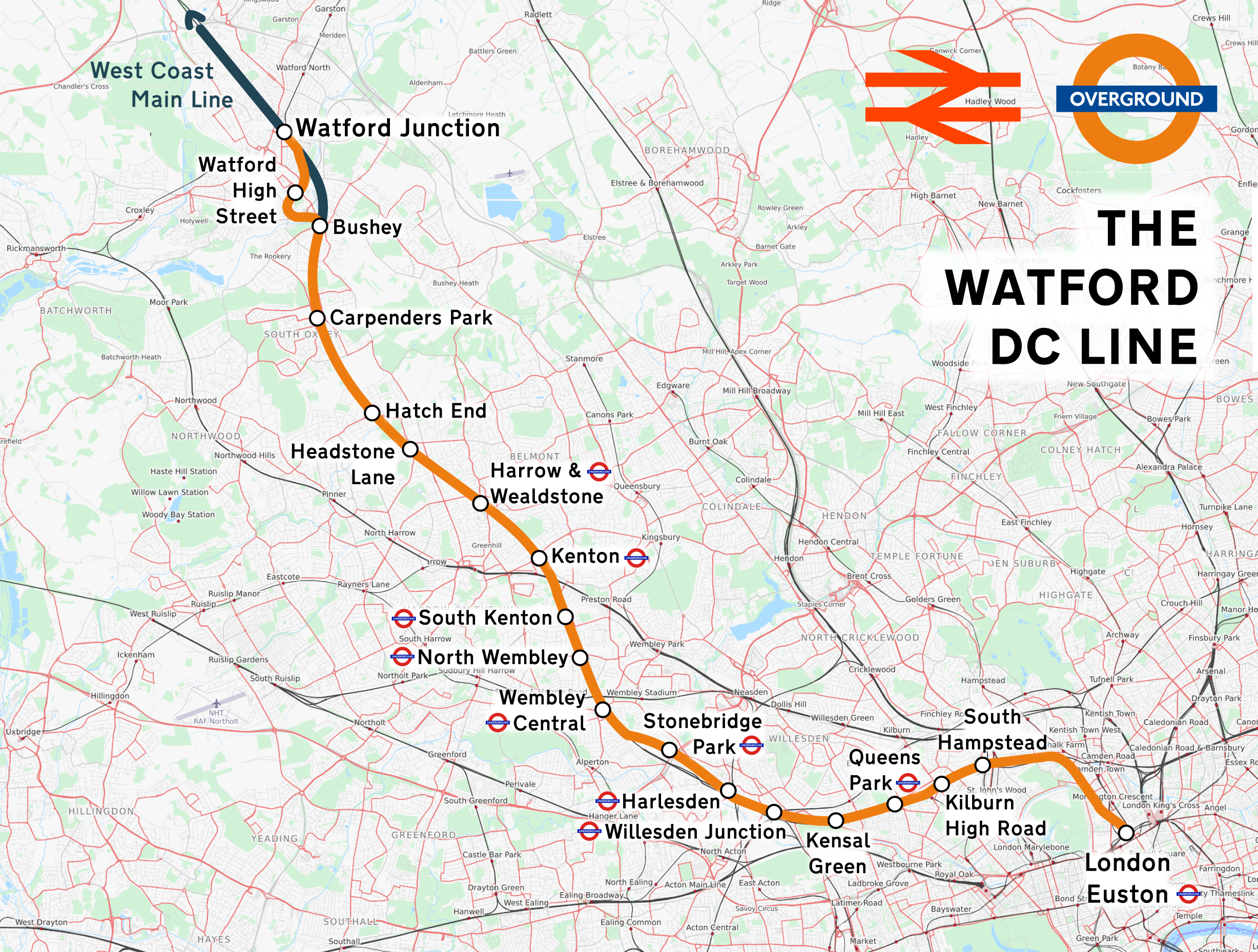
Watford DC line.
Réseaux de Londres.

## Histoire
La station est mise en service le 3 juillet 1933.

## Services aux voyageurs

### Accès et accueil
La station utilise l'entrée principale, commune avec la gare, sur la Windermere Road à South Kenton (en).

### Desserte
South Kenton est desservie par les rames de la ligne Bakerloo du métro de Londres circulant sur la relation Harrow & Wealdstone  et Elephant & Castle.

Voies et quais
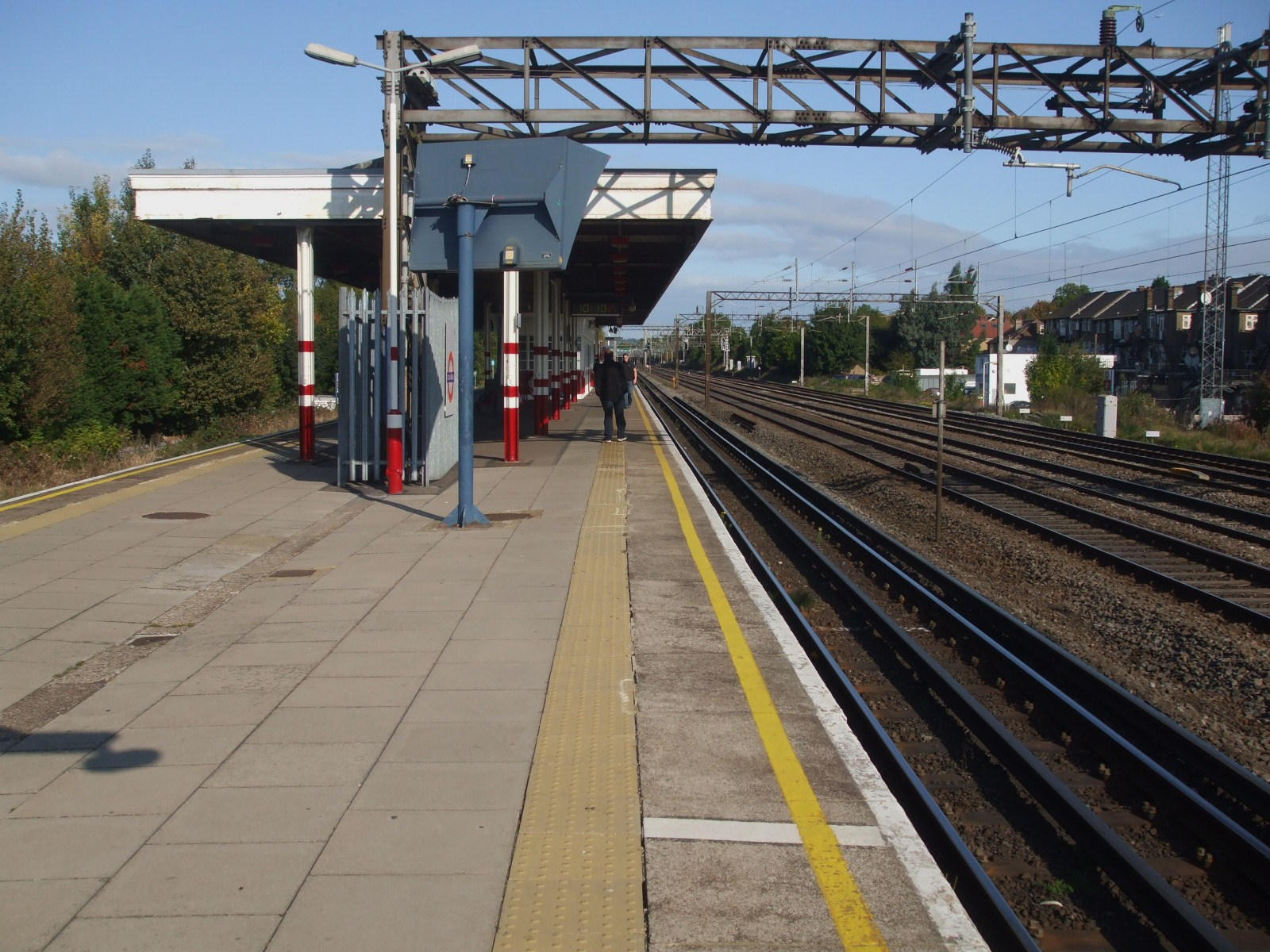
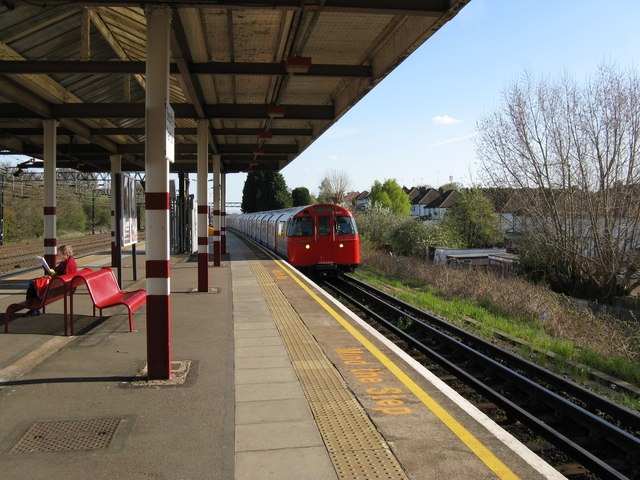
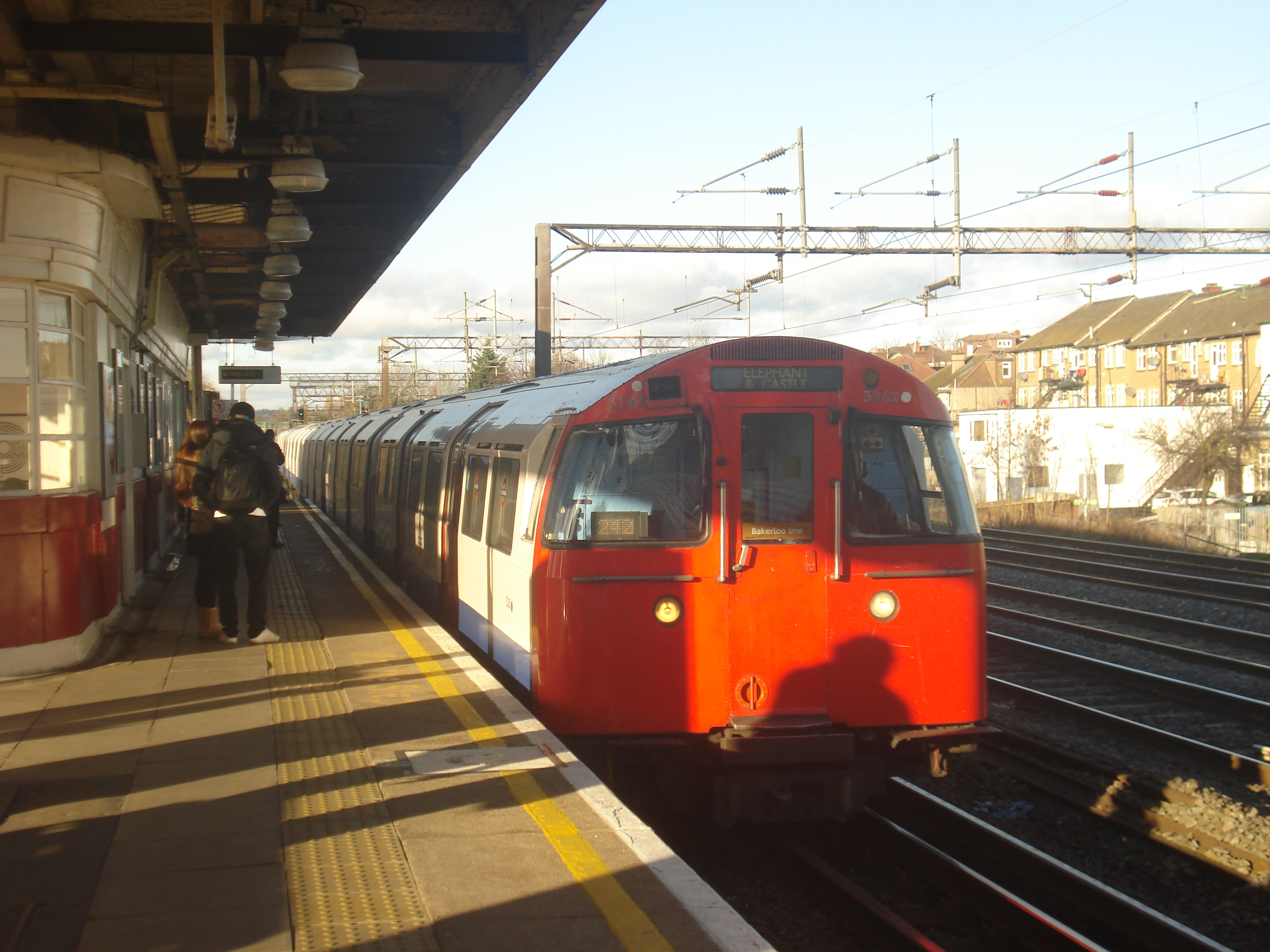

### Intermodalité
Elle est en correspondance avec la gare de South Kenton, du réseau London Overground, qui utilise la même infrastructure (voies et quais).
Comme la gare, la station est desservie par des autobus de Londres de la ligne 223.

## À proximité
- South Kenton (en)